# La svastica nel ventre
La svastica nel ventre è un film del 1977 diretto da William Hawkins (alias Mario Caiano).
La pellicola rientra fra quelle del filone allora in voga del genere erotico con carattere violento ed avente quale sfondo il nazismo e la guerra, noto come "porno nazi" o "nazisploitation".

## Trama
Seconda guerra mondiale. La giovane ebrea Hannah, fidanzata ad un militare tedesco, viene catturata dalle SS, che le sterminano il resto della famiglia. Internata in un campo di concentramento, viene ripetutamente violentata: notata per la bellezza, viene quindi trasferita in un bordello per ufficiali, dove le ragazze vengono sottoposte a ogni forma di violenza e barbaramente uccise se ritenute non all'altezza dai loro aguzzini. L'ufficiale che dirige il bordello-lager (e che ama assistere sadicamente alle esecuzioni) s'innamora di Hannah e ne fa la sua amante, affidandole anche la direzione d'un postribolo di lusso per ufficiali, fornendole allo scopo la nuova identità "ariana" di Lola Kahr. Nel frattempo però l'ex fidanzato continua a cercarla e, divenuto ufficiale sebbene non molto aderente all'ideologia nazista, riesce finalmente a rintracciarla: ma Hannah rifiuta d'essere salvata. 
Perduto ogni motivo per cui sopravvivere, durante una serata con degli alti ufficiali uccide a colpi di pistola l'amante in camera da letto; poi si presenta nel salone cantando una canzone ebraica e sbeffeggiando con battute irriverenti Hitler e il nazismo; uccide quindi un secondo alto ufficiale (che anni prima le aveva ucciso la madre), prima d'essere a sua volta trucidata.

## Produzione
Il film fu girato tra Roma (Villino Crespi, ex Mattatoio), Dobbiaco (stazione) e San Lorenzo di Sebato (Castelletto Hebenstreit).